# Martigues
Martigues é uma comuna francesa na região administrativa da Provença-Alpes-Costa Azul, no departamento de Bocas do Ródano. Estende-se por uma área de 71,44 km². Em 2010 a comuna tinha 48 935 habitantes (densidade: 685 hab./km²).